# Chrom(II)-oxalat
Chrom(II)-oxalat ist eine chemische Verbindung des Chroms aus der Gruppe der Oxalate, die normalerweise als Hydrat vorliegt.

## Gewinnung und Darstellung
Chrom(II)-oxalat kann durch Reaktion von Chrom(II)-sulfat mit Natriumoxalat gewonnen werden.
{\displaystyle \mathrm {CrSO_{4}\cdot 5H_{2}O+Na_{2}C_{2}O_{4}\longrightarrow CrC_{2}O_{4}\cdot H_{2}O+Na_{2}SO_{4}+4\ H_{2}O} }

## Eigenschaften
Chrom(II)-oxalat ist ein gelblich grünes Pulver, das in Wasser und Ethanol schwer löslich und in trockenem Zustand gegen Luftsauerstoff ziemlich beständig ist. Durch Trocknen über Phosphorpentoxid erhält man das Salz fast wasserfrei als hellgrünes Pulver. Eine vollständige Entwässerung gelingt erst bei 300 °C im Hochvakuum, wobei jedoch schon eine teilweise Zersetzung eintritt.